# Manius Abbadi
Manius Fernando da Silva Abbadi (Porto Alegre, 13 de abril de 1976) es un jugador profesional de voleibol brasileño, juego de posición receptor/atacante. 

## Palmarés

### Clubes
Campeonato Brasileño:
- 2000, 2013[3]
- 2001, 2014
- 1999, 2003, 2012

Campeonato de Francia:
- 2004

Copa de Rusia:
- 2004

Campeonato de Rusia:
- 2005

Campeonato de Italia:
- 2007, 2008

Copa CEV:
- 2009

Campeonato Sudamericano de Clubes:
- 2013

### Selección nacional
Campeonato Mundial Sub-19:
- 1993

Campeonato Sudamericano Sub-21:
- 1994

Campeonato Mundial Sub-21:
- 1995

Grand Champions Cup:
- 1997